# Kim Brodersen
Kim Kamman Brodersen (Aabenraa, 3 februari 1963) is een voormalig voetballer uit Denemarken, die speelde als doelman. Hij beëindigde zijn loopbaan in 1995 bij de Noorse club Moss FK.

## Clubcarrière
Brodersen begon zijn loopbaan bij Herfølge BK. Met Lyngby BK won hij de Deense landstitel in 1992.

## Interlandcarrière
Brodersen speelde in totaal één officiële interland (één goal) voor Denemarken. Onder leiding van bondscoach Richard Møller Nielsen maakte hij zijn debuut op 30 januari 1993 in de vriendschappelijke wedstrijd tegen de Verenigde Staten (2-2) in Tempe, net als Søren Andersen, Stig Tøfting (Aarhus GF), Michael Nielsen (BK Frem), Brian Kaus en Lars Højer Nielsen (FC København).

## Erelijst
Lyngby BK
- Deens landskampioen

1992